# 前崔村
前崔村，中华人民共和国山东省东营市利津县北宋镇所辖行政村。位于利津县南部。全村人口68户，254人(2010年底)。耕地面积475亩。行政区划代码370522101272。